# Distillerie Bologne
Pour les articles homonymes, voir Bologne (homonymie).
La distillerie Bologne, anciennement habitation-sucrerie Bologne, est une plantation de canne à sucre et une distillerie de rhum de Guadeloupe, située à Basse-Terre.
Elle produit le rhum Bologne. Fondée en 1887, elle reste la plus ancienne de l’ile.

## Historique
L'ancienne habitation coloniale, destinée à produire du sucre, a été fondée par les Vaneybergen. Puis, par mariage, elle entre en possession de la famille Bologne en 1654 ; cette famille trouve ses origines dans le Dauphiné, mais a quitté la France durant les guerres de Religion pour les Pays Bas. Ces derniers, tous comme les Class ou les Vaneybergen, appartiennent au groupe des Hollandais protestants chassés du Brésil, alors colonie, par les Portugais, accueillis par Charles Houël en 1654. 
La propriété reste au sein de la famille Bologne jusqu'en 1764. Joseph Samuel de Bologne la vend à Jean-Baptiste Dupuy-Desillets qui possède déjà toutes les sucreries de la montagne Bellevue : Beauvallon, Thillac (l'actuel hôpital Saint-Hyacinthe) et Bélost.
En 1784, sa veuve passe un bail à ferme de sept ans à Jacob Lesueur qui en est déjà le géreur, puis la vend en 1787 à Gabriel Elein Lesueur. Elle se compose alors d'environ 110 carrés dont 60 c peuvent être plantés en cannes et en manioc, le reste en jardins à nègres et en savanes. La propriété est exploitée par 68 esclaves.
Alors que pendant la période révolutionnaire, de nombreux propriétaires fuient la Guadeloupe, Gabriel Lesueur continue de diriger son exploitation et l'agrandit même. C'est toutefois une habitation largement endettée que Nicolas Lesueur, le plus jeune des 3 fils de Gabriel, rachète à ses frères en l'an XII. Dans le bail à ferme de 1807, la culture de la canne, env. 11 carrés, vient après le coton, 14, 5 carrés. Les héritiers Lesueur entament une politique d'acquisitions, poursuivie par un gendre Gaétan Valeau junior. La famille Valeau possède alors une maison de commerce à Basse-Terre et la sucrerie ne constitue qu'une des branches de leur activité.
En 1830, Jean Antoine Amé-Noël, homme de couleur libre, achète la propriété : 120 carrés et 90 esclaves. Propriétaire de caféières à Bouillante, pêcheur à la senne, s'étant vraisemblablement enrichi en pratiquant la course pendant la période révolutionnaire, il est le premier homme de couleur à posséder une habitation-sucrerie de cette importance. Jean Antoine Amé-Noël et François Joseph Amé-Noël, son héritier et neveu, agrandissent eux-aussi la propriété qui atteint en 1850 139 ha.
En 1848, après la seconde et dernière abolition de l'esclavage, pour essayer de conserver la main-d’œuvre, Amé-Noël signe avec les 60 cultivateurs un contrat d'association qui organise le travail dans la plantation et le partage de la récolte, 2/3 pour le propriétaire et 1/3 pour les ouvriers. En 1864, François Joseph Amé-Noël et son épouse souscrivent un emprunt au Crédit Foncier Colonial pour moderniser l'exploitation. Le 5 avril 1873, ils vendent 4 ha à la société Le Dentu fondée par le banquier Émile Le Dentu, alors maire de Basse-Terre. Soutenu par les planteurs de la région, Le Dentu crée une usine centrale, avec l'appui de la compagnie Fives-Lille, constructeur métropolitain de matériel sucrier.
Comme un grand nombre d'habitants-sucriers, le couple Amé-Noël ne réussit pas à rembourser l'emprunt et leur habitation est vendue aux enchères en 1874 à Emile Le Dentu. L'usine centrale de la Basse-Terre, à la pointe du progrès, est inaugurée le 6 mars 1876. Sa capacité de broyage est faible par rapport aux grandes usines de la Grande-Terre, pourtant elle souffre immédiatement de sous-approvisionnements en raison des difficultés de la livraison de la canne. Une petite ligne de chemin de fer est construite pour acheminer la canne jusqu'à l'usine, située à l'emplacement de l'actuelle cité Chaulet ; un système de coulisse est aussi installé passant au-dessus de la rivière des Pères pour amener les cannes produites sur la montagne Saint-Louis.
Le 17 juillet 1886, la société de l'Usine de la Basse-Terre est dissoute, incapable de résister à la baisse des cours mondiaux. Les installations de l'usine sont démontées et probablement récupérées par Fives-Lille. Les terres et les bâtiments industriels de l'ancienne habitation Bologne sont rachetées par Amédée Le Mercier de Pombiray. Il les convertit en distillerie l'année suivante.

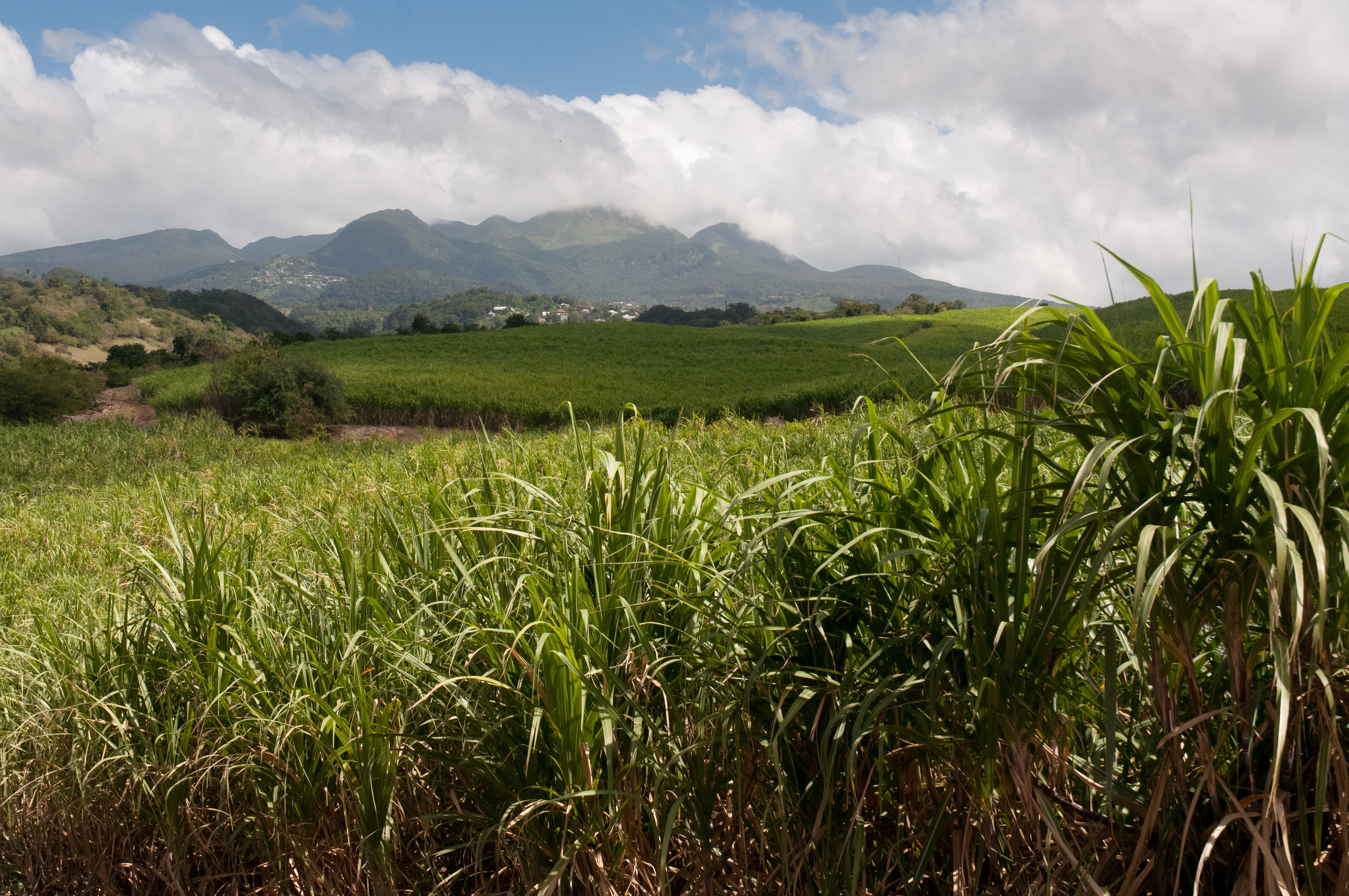
Les champs de canne à sucre de la distillerie Bologne.

En 1930, Louis Sargenton-Callard rachète la propriété : 136 ha de Bologne et La Coulisse sont plantés en cannes, cacaoyers, caféiers, puis en 1945, l'habitation Beauvallon. Une 2e maison apparait vers 1930. La roue hydraulique du moulin est remplacée par une machine à vapeur. En 1960, un bâtiment pour l'embouteillage est construit. En 1995, un nouveau système de broyage est mis en place. Des travaux de mise aux normes européennes sont alors en cours.
Descendant de Louis Sargenton-Callard, Harry Callard prend la tête de la distillerie en 2006 puis développe la culture, jusqu'alors parcellaire et réduite, de la cane noire. Durant des années, la distillerie reste la seule productrice de cette fragile variété, contraignante à exploiter, sensible aux maladies et ayant moins de rendement. La première récolte a lieu en 2014 et la première cuvée composée intégralement de cette canne est lancée l'année suivante.

## Vestiges de l'habitation
Les vestiges des anciennes installations sont peu nombreux. Le canal creusé dans la terre prend l'eau à la rivière des Pères à environ 500 m au-dessus de la distillerie. Il s'achève par un aqueduc en maçonnerie qui a été plusieurs fois remanié. La roue à auget métallique et l'ancien moulin à canne de marque Nillus ont été conservés. 
Au sud de la distillerie se trouvent la maison du géreur, en bois en rez-de-chaussée couverte par un toit à longs pans, en mauvais état (année 1945) et la maison principale, en bois, elle-aussi en rez-de-chaussée. Elle a été rénovée et transformée en boutique de la distillerie. A l'est, des cases de travailleurs en maçonnerie de pierre et de béton sont au nombre de 3 et sont à l'abandon.

### Presse
- Rachelle Lemoine, « Au royaume de la cane noire », L'Obs, no 3086,‎ 23 novembre 2023, p. 112-113 (ISSN 0029-4713).